# Mónica Blumen
Mónica Blumen (Ciudad Juárez, 1988) es una cineasta, productora, directora, editora y fotógrafa de cine documental mexicano. Fue nominada al Premio Ariel en 2017 y ganadora del Cabrito de plata en la categoría “Mejor Cortometraje Documental Mexicano” en el Festival Internacional de Cine de Monterrey en 2016.

## Trayectoria
Es egresada de la Licenciatura en Medios Audiovisuales con especialidad en Cinematografía de la Universidad de Medios Audiovisuales de Jalisco (CAAV). 
Su primer cortometraje documental 13,500 volts fue nominado al Premio Ariel en 2017, y obtuvo el Cabrito de plata. Fue proyectado en el Short Film Corner del 69 Festival de Cannes (2016) y seleccionada en doce festivales de cine en México y el extranjero.
Impartió clases de realización, estructuras narrativas y producción cinematográfica en el ITESM Campus Ciudad Juárez.
Fue productora general de la primera edición del Festival DocsChihuahua 2019, con sede en Ciudad Juárez
Actualmente es la coordinadora de La Red Nacional de Polos Audiovisuales en Ciudad Juárez, programa nacional del IMCINE, en 2018-2019.

## Obra
- Dibujos contra las balas (2019). Largometraje documental. Productora en línea.
- 13,500 Volts (2016). Productora, directora, guionista, fotógrafa y editora.

- Paredes de Caucho (2014). Primer lugar en la categoría de ficción, ECOFILM Festival.
- Retratos (2013). Serie transmitida por Canal Once, del IPN.
- Noche de Trabajo (2011). Fotógrafa y productora.[5]

## Reconocimientos
- 2017. Nominada al premio Ariel en 2017 por su cortometraje 13,500 volts.[6]
- 2014. Becaria del FONCA en la especialidad de video.
- 2014. 1er lugar en la categoría de Ficción del EcoFilmFestival por Paredes de caucho.[7][8]